# Pie Postulatio Voluntatis
Pie Postulatio Voluntatis (в превод от латински: На благочестивата молба и желание) е папска була на римския папа Паскалий II, издадена в Беневенто, Италия, на 15 февруари 1113 г., с която се утвърждава рицарският орден на хоспиталиерите.
Както и останалите папски були, и тази получава името си по първите думи от текста. С булата орденът се признава за независима международна организация, поставена в непосредствено зависимост единствено и само от папата. Всички привилегии и права на ордена в Европа и Азия, както настоящи, така и тези които ще бъдат придобити в бъдеще, ще бъдат завинаги собственост на ордена. Предвижда се, че след смъртта на предводителя на ордена, никой да не може да бъде назначен на негово място с хитрост, интрига или сила, а мястото се полага на този, когото изберат и назначат членовете на ордена в съгласие с Божията воля. Забранява се отчуждаването на имущество на ордена и облагането му с данъци. Предвижда се отлъчване от църквата за тези, които нарушават постановленията на булата.
Булата на папа Паскалий ІІ е запазена и се съхранява в бившия дворец на великия магистър в Ла Валета, Малта.
На 19 юни 1119 г. папа Каликст II издава булата „Ad hoc nos disponente“, с която потвърждава привилегиите и владенията на ордена, както постановленията на „Pie Postulatio Voluntatis“.